# Mangalam
Mangalam è una suddivisione dell'India, classificata come census town, di 7.892 abitanti, situata nel distretto di Coimbatore, nello stato federato del Tamil Nadu. In base al numero di abitanti la città rientra nella classe V (da 5.000 a 9.999 persone).

## Geografia fisica
La città è situata a 11° 06' 10 N e 77° 16' 03 E.

## Società

### Evoluzione demografica
Al censimento del 2001 la popolazione di Mangalam assommava a 7.892 persone, delle quali 4.010 maschi e 3.882 femmine. I bambini di età inferiore o uguale ai sei anni assommavano a 995, dei quali 482 maschi e 513 femmine. Infine, coloro che erano in grado di saper almeno leggere e scrivere erano 5.306, dei quali 3.028 maschi e 2.278 femmine.